# Atentado contra a AMIA
O ataque contra a AMIA foi um atentado terrorista ao prédio da Associação Mutual Israelita Argentina (AMIA). Ocorreu em Buenos Aires em 18 de julho de 1994, matando 85 pessoas e ferindo centenas. Foi o atentado mais mortal na Argentina. O país é o lar de uma comunidade judaica de 230 mil pessoas, a maior da América Latina e sexta do mundo fora de Israel.
Ao longo dos anos, o caso foi marcado por acusações de encobrimentos. Todos os suspeitos da "conexão local" (entre eles, muitos membros da Polícia Provincial de Buenos Aires) não foram culpados em setembro de 2004. Em agosto de 2005, o juiz federal Juan José Galeano, encarregado do caso, foi acusado e retirado de seu cargo por uma acusação de irregularidades "graves" devido à manipulação incorreta da investigação. Em 2005, o cardeal Jorge Mario Bergoglio, que mais tarde se tornou o Papa Francisco, foi a primeira personalidade pública a assinar uma petição de justiça no caso de bombardeio da AMIA. Ele foi um dos signatários em um documento chamado "85 vítimas, 85 assinaturas" como parte do 11º aniversário do bombardeio.
Em 25 de outubro de 2006, os procuradores argentinos Alberto Nisman e Marcelo Martínez Burgos acusaram formalmente o governo do Irã de planejar o bombardeio e a milícia do Hezbollah de realizá-lo. De acordo com os pedidos da promotoria em 2006, a Argentina foi alvo do Irã após a decisão de Buenos Aires de suspender um contrato de transferência de tecnologia nuclear para Teerã. Isso foi contestado porque o contrato nunca foi encerrado e o Irã e a Argentina estavam negociando o restabelecimento da plena cooperação em todos os acordos desde o início de 1992 até 1994, quando ocorreu o bombardeio.
O décimo terceiro aniversário do bombardeio foi comemorado em 18 de julho de 2007. Além das exposições e cerimônias nacionais, estações de rádio e televisão e carros de polícia em toda a Argentina soaram sirenes às 09h53 da manhã, hora do bombardeio.